# اسپین‌نیکر
SpiNNaker یا معماری شبکه عصبی اسپکینگ (spiking neural network architecture) یک معماری ابررایانه‌ای بسیار موازی و چند هسته‌ای است که توسط گروه تحقیقاتی فناوری‌های پردازشگر پیشرفته (APT) در دپارتمان علوم کامپیوتر دانشگاه منچستر طراحی شده است.  این پردازنده از 57،600 گره پردازشی تشکیل شده است که هر کدام دارای 18 پردازنده ARM9 (به طور دقیق، ARM968) و 128 مگابایت DDR SDRAM موبایل است که در مجموع 1،036،800 هسته و بیش از 7 ترابایت رم دارد.  پلتفرم محاسباتی مبتنی بر شبکه‌های عصبی اسپاکینگ است که در شبیه‌سازی مغز انسان مفید است (به پروژه مغز انسان مراجعه کنید).      
طرح تکمیل شده در 10 قفسه 19 اینچی با هر رک دارای بیش از 100،000 هسته قرار داده شده است.  کارت های نگهدارنده تراشه ها در 5 محفظه تیغه نگهداری می شوند و هر هسته 1000 نورون را شبیه سازی می کند.  در مجموع، هدف شبیه‌سازی رفتار تجمعات تا یک میلیارد نورون در زمان واقعی است.  این ماشین به حدود 100 کیلووات از یک منبع تغذیه 240 ولتی نیاز دارد و به محیطی با تهویه مطبوع نیز نیاز دارد. 
SpiNNaker به عنوان یکی از اجزای پلتفرم محاسباتی نورومورفیک برای پروژه مغز انسان استفاده می شود.  
در 14 اکتبر 2018 HBP اعلام کرد که به نقطه عطف اصلی یک میلیون هسته رسیده است.  
در 24 سپتامبر 2019 HBP اعلام کرد که کمک مالی 8 میلیون یورویی برای ساخت ماشین نسل دوم (به نام SpiNNcloud) به TU Dresden داده شده است. 

## مراجع
1. ↑  "SpiNNaker Project - The SpiNNaker Chip". apt.cs.manchester.ac.uk (به انگلیسی). Retrieved 2018-11-17.
2. ↑  SpiNNaker Home Page, University of Manchester, retrieved 11 June 2012
3. ↑  Furber, S. B.; Galluppi, F.; Temple, S.; Plana, L. A. (2014). "The SpiNNaker Project". Proceedings of the IEEE. 102 (5): 652–665. doi:10.1109/JPROC.2014.2304638.
4. ↑  Temple, S.; Furber, S. (2007). "Neural systems engineering". Journal of the Royal Society Interface. 4 (13): 193–206. doi:10.1098/rsif.2006.0177. PMC 2359843. PMID 17251143.
5. ↑  Plana, L. A.; Furber, S. B.; Temple, S.; Khan, M.; Shi, Y.; Wu, J.; Yang, S. (2007). "A GALS Infrastructure for a Massively Parallel Multiprocessor". IEEE Design & Test of Computers. 24 (5): 454. doi:10.1109/MDT.2007.149.
6. ↑  Rast, A.; Galluppi, F.; Davies, S.; Plana, L.; Patterson, C.; Sharp, T.; Lester, D.; Furber, S. (2011). "Concurrent heterogeneous neural model simulation on real-time neuromimetic hardware". Neural Networks. 24 (9): 961–978. doi:10.1016/j.neunet.2011.06.014. PMID 21778034.
7. ↑  Sharp, T.; Galluppi, F.; Rast, A.; Furber, S. (2012). "Power-efficient simulation of detailed cortical microcircuits on SpiNNaker". Journal of Neuroscience Methods. 210 (1): 110–118. doi:10.1016/j.jneumeth.2012.03.001. PMID 22465805.
8. ↑  "SpiNNaker Project - Architectural Overview". apt.cs.manchester.ac.uk (به انگلیسی). Retrieved 2018-11-17.
9. ↑  "SpiNNaker Project - Boards and Machines". apt.cs.manchester.ac.uk (به انگلیسی). Retrieved 2018-11-17.
10. ↑  Calimera, A; Macii, E; Poncino, M (2013). "The Human Brain Project and neuromorphic computing". Functional Neurology. 28 (3): 191–6. PMC 3812737. PMID 24139655.
11. ↑  Monroe, D. (2014). "Neuromorphic computing gets ready for the (really) big time". Communications of the ACM. 57 (6): 13–15. doi:10.1145/2601069.
12. ↑  "SpiNNaker brain simulation project hits one million cores on a single machine" (به انگلیسی). Retrieved 2018-10-19.
13. ↑  Petrut Bogdan (2018-10-14), SpiNNaker: 1 million core neuromorphic platform, retrieved 2018-10-19
14. ↑  "Second Generation SpiNNaker Neuromorphic Supercomputer to be Built at TU Dresden - News". www.humanbrainproject.eu. Retrieved 2019-10-02.

[[رده:علم و فناوری در منچستر بزرگ]]
[[رده:معماری رایانه]]
[[رده:شتاب‌دهنده‌های هوش مصنوعی]]
[[رده:شاخه‌های مطالعاتی محاسباتی]]
[[رده:علوم محاسباتی اعصاب]]
[[رده:ابررایانه‌ها]]
[[رده:سیبرنتیک]]